# Signal FM
Signal FM es una emisora de radio haitiana francoparlante, ubicada en el suburbio de Pétionville, en Puerto Príncipe. Entrega boletines noticiosos e información general sobre Haití. Mario Viau es su propietario y gerente general.
La emisora se mantuvo en el aire después del terremoto del 12 de enero de 2010, convirtiéndose en un boletín comunitario para informar a los residentes sobre la situación vivida en el país. Debido a sus esfuerzos por comunicar a la población, la emisora recibió el Premio María Moors Cabot 2010 de la Universidad de Columbia, el más antiguo galardón periodístico internacional.